# Правдівська сільська рада (Ярмолинецький район)
Пра́вдівська сільська́ ра́да — колишня адміністративно-територіальна одиниця та орган місцевого самоврядування в Ярмолинецькому районі Хмельницької області. Адміністративний центр — село Правдівка.

## Загальні відомості
- Територія ради: 28,82 км²
- Населення ради: 1 279 осіб (станом на 2001 рік)
- Територією ради протікає річка Вовчок

## Населені пункти
Сільській раді підпорядковані населені пункти:
- с. Правдівка
- с. Вихилівка

## Склад ради
Рада складається з 16 депутатів та голови.
- Голова ради: Бучний Володимир Віталійович
- Секретар ради: Ходак Галина Миколаївна

### Керівний склад попередніх скликань
| Прізвище, ім'я, по батькові  | Основні відомості                                                                | Дата обрання | Дата звільнення |
| ---------------------------- | -------------------------------------------------------------------------------- | ------------ | --------------- |
| Бучний Володимир Віталійович | Сільський голова, 1978 року народження, освіта вища, член Народного Руху України | 26.03.2006   | 31.10.2010      |
| Бучний Володимир Віталійович | Сільський голова, 1978 року народження, освіта вища, член Народного Руху України | 31.10.2010   |                 |

Примітка: таблиця складена за даними сайту Верховної Ради України

### Депутати
За результатами місцевих виборів 2010 року депутатами ради стали:

#### За суб'єктами висування
| Суб'єкт висування | Кількість обраних депутатів | %    |
| ----------------- | --------------------------- | ---- |
| Самовисування     | 14                          | 87,5 |
| Партія регіонів   | 2                           | 12,5 |

#### За округами
| № округу        | Прізвище, ім'я, по батькові   | Дата визнання обраним | Освіта             | Партійна приналежність | Відомості про обраного депутата                   |
| --------------- | ----------------------------- | --------------------- | ------------------ | ---------------------- | ------------------------------------------------- |
| Партія регіонів |                               |                       |                    |                        |                                                   |
| 1               | Хохуляк Олексій Олександрович | 04.11.2010            | вища               | позапартійний          | ПОП «Колос», головний агроном                     |
| 10              | Голубенко Ганна Петрівна      | 04.11.2010            | середня спеціальна | член Партії регіонів   | тимчасово не працює                               |
| Самовисування   |                               |                       |                    |                        |                                                   |
| 2               | Курій Валентина Петрівна      | 04.11.2010            | середня            | позапартійна           | Правдівська загальноосвітня школа, директор школи |
| 3               | Муляр Ігор Миколайович        | 04.11.2010            | середня спеціальна | позапартійний          | ХОПЛ№ 1, електрик                                 |
| 4               | Лохвицький Олег Павлович      | 04.11.2010            | вища               | позапартійний          | ПОП «Колос», директор                             |
| 5               | Мельничук Світлана Іванівна   | 04.11.2010            | вища               | позапартійна           | приватний підприємець, ветеринарний лікар         |
| 6               | Кравчук Ольга Петрівна        | 04.11.2010            | середня спеціальна | позапартійна           | Правдівський ДДЗ «Дзвіночок», завідувачка         |
| 7               | Кравцов Степан Іванович       | 04.11.2010            | середня            | позапартійний          | ПОП «Колос», тракторист                           |
| 8               | Басалюк Борис Іванович        | 04.11.2010            | середня спеціальна | позапартійний          | приватний підприємець                             |
| 9               | Рудь Віктор Михайлович        | 04.11.2010            | середня спеціальна | позапартійний          | приватний підприємець                             |
| 11              | Ходак Галина Миколаївна       | 04.11.2010            | вища               | позапартійна           | Правдівська сільська рада, секретар               |
| 12              | Боднарчук Віктор Анатолійович | 04.11.2010            | середня            | позапартійний          | тимчасово не працює                               |
| 13              | Гончарук Анатолій Леонтійович | 04.11.2010            | середня            | член Єдиного Центру    | тимчасово не працює                               |
| 14              | Базилюк Віктор Іванович       | 04.11.2010            | середня спеціальна | позапартійний          | Хмельницький ОЦРНМ, завгосп                       |
| 15              | Величко Володимир Петрович    | 04.11.2010            | середня            | позапартійний          | фермерське господарство «Мендрик», різноробочий   |
| 16              | Степко Ганна Степанівна       | 04.11.2010            | вища               | позапартійна           | тимчасово не працює                               |